# Ordine dell'Amicizia tra i Popoli (Bielorussia)
L'Ordine dell'Amicizia tra i Popoli è un'onorificenza bielorussa.

## Storia
L'Ordine è stato fondato il 21 maggio 2002 ed è stato assegnato per la prima volta il 5 luglio 2002.

## Assegnazione
L'Ordine è assegnato ai cittadini:
- per il contributo significativo al rafforzamento della pace, dell'amicizia e della cooperazione tra Stati, tra società e per il consolidamento dell'unità tra i popoli;
- per un'attività molto proficua per l'avvicinamento e l'arricchimento reciproco delle culture nazionali;
- per altissimi meriti nel campo della comunità internazionale e per le attività caritative e umanitarie;
- per un grande contributo personale allo sviluppo e alla moltiplicazione del potenziale spirituale e intellettuale della Bielorussia e per l'attività nel campo dei diritti umani e degli interessi sociali;
- per altissimi meriti nello sviluppo del commercio estero per il progresso della democrazia e della società.

## Insegne
- L'insegna è una stella a cinque punte smaltata di rosso sovrapposta ad una stella dorata. Sopra la stella si trova un medaglione con una raffigurazione del globo terrestre con i cinque continenti circondati da una fascia di mani che si stringono. La medaglia è di argento dorato.
- Il nastro è completamente blu.